# Ронсон, Саманта
Сама́нта Джу́дит Ро́нсон (англ. Samantha Judith Ronson; род. 7 августа 1977, Лондон, Великобритания) — американская певица и диджей. Получила известность благодаря музыкальному творчеству и тесным связям с голливудской актрисой и певицей Линдси Лохан.

## Биография
Саманта родилась 7 августа 1977 года в Лондоне, в семье евреев, имевших русское, литовское и австрийское происхождение. С юных лет Ронсон находилась в творческой обстановке. После развода родителей, мать Саманты вышла замуж за гитариста группы Foreigner Мика Джонса. Её старший брат известный гитарист и музыкальный продюсер Марк Ронсон, также есть сестра-близнец — успешный дизайнер одежды Шарлотта Ронсон. Её дядя — Джеральд Ронсон.

## Карьера
В 1993 году Саманта стала участницей реперского коллектива Law Lifes. Но не надолго, её больше увлекло направление танцевальной клубной музыки. Является профессиональным диджеем, занимается созданием песен в различных жанрах.
Ронсон записала альбом Red, он состоит только из четырёх песен и в прокат выпущен не был. Творчество Саманты можно услышать только на интернет-ресурсе MySpace.
В 2000 году приняла участие в прямой трансляции Нового года по каналу MTV. После снималась на телевидении, в основном это были музыкальные телепередачи.
Творчество девушки пользуется большой популярностью в Нью-Йорке и за его пределами. Саманта следует всем модным течениям, в её одежде зачастую можно увидеть яркие наряды, привлекающие внимания многих.
Помимо творческой деятельности является совладелицей популярного нью-йоркского клуба The Plumm. Нередко она сама стоит за диджейским пультом, радуя посетителей своим неординарным творчеством.

## Личная жизнь
В сентябре 2008 года Саманта стала известна всему миру, о ней начала писать практически вся «жёлтая пресса» США. Актриса и певица Линдси Лохан сделала официальное заявление о том, что она и Саманта Ронсон обручились. Нередко за Лохан замечали тягу к своему полу, поэтому признание актрисы и певицы стало ожидаемым для многих. Правда, вскоре после этого сообщения девушки расстались.